# French Open-mesterskabet i mixed double 2019
French Open-mesterskabet i mixed double 2019 var den 107. turnering om French Open-mesterskabet i mixed double. Turneringen var en del af French Open 2019 og blev spillet i Stade Roland Garros i Paris, Frankrig i perioden 29. maj - 7. juni 2019 med deltagelse af 32 par.
Mesterskabet blev for andet år i træk vundet af Latisha Chan og Ivan Dodig efter finalesejr over Gabriela Dabrowski og Mate Pavić. Den useedede duo sikrede sig titlen ved at vinde med 6-1, 7-6(5) over det andenseedede par. Finalen var en gentagelse af finalen fra 2018, og Chan og Dodig blev dermed det første par i den åbne æra, som formåede at forsvare French Open-titlen i mixed double. Et succesfuldt titelforsvar for et makkerpar var ikke forekommet ved dette mesterskab siden 1965, hvor Margaret Court og Ken Fletcher vandt titlen for tredje år i træk, men Bob Bryan havde været den seneste spiller, der vandt mesterskabet to år i træk, da vandt titlen i 2008 (med Viktorija Azarenka) og i 2009 (med Liezel Huber). Det taiwanesisk-kroatiske vinderpar, der var useedet, tabte ikke et eneste sæt på vej til titlen og sikrede sig sejren ved at vinde over de to topseedede par i semifinalen og finalen.
Sejren var Latisha Chans tredje grand slam-titel i karrieren, idet hun tidligere havde vundet US Open-mesterskabet i damedouble 2017 sammen med Martina Hingis og (som nævnt) French Open-mesterskabet i mixed double 2018. Ivan Dodig vandt ligeledes sin tredje grand slam-titel, eftersom han udover de to mixed double-titler også havde vundet French Open-mesterskabet i herredouble 2015 med Marcelo Melo som makker, og det var dermed også hans tredje French Open-titel.
Gabriela Dabrowski var i finalen for tredje år i træk efter at hun i 2017 vandt titlen sammen med Rohan Bopanna, hvilket altså blev efterfulgt af to finalenederlag i 2018 og 2019. Det var første gang, at en spiller var i finalen tre år i træk, siden Katarina Srebotnik var i finalen i 2006, 2007 og 2008.

## Pengepræmier
Den samlede præmiesum til spillerne i mixed double androg € 475.000 (ekskl. per diem), hvilket var en stigning på godt 3 % i forhold til året før.
| Resultat               | Pengepræmier | Pengepræmier | Ændring ift. 2018 |
| Resultat               | Pr. par      | Total        | Ændring ift. 2018 |
| ---------------------- | ------------ | ------------ | ----------------- |
| Vindere (1)            | € 122.000    | € 122.000    | +1,7 %            |
| Finalister (1)         | € 61.000     | € 61.000     | +1,7 %            |
| Semifinalister (2)     | € 31.000     | € 62.000     | +3,3 %            |
| Kvartfinalister (4)    | € 17.500     | € 70.000     | +2,9 %            |
| Tabere i 2. runde (8)  | € 10.000     | € 80.000     | +5,3 %            |
| Tabere i 1. runde (16) | € 5.000      | € 80.000     | +5,3 %            |
| Samlet præmiesum       | -            | € 475.000    | +3,3 %            |

## Turnering

### Deltagere
Turneringen havde deltagelse af 32 par, der var fordelt på:
- 26 direkte kvalificerede par i form af deres placeringer på ATP's og WTA's verdensrangliste.
- 6 par, der havde modtaget et wildcard.

#### Seedede spillere
De 8 bedste par blev seedet:
| Seedning | Rang. | Spiller                          | Resultat     |
| -------- | ----- | -------------------------------- | ------------ |
| 1        | 23    | Nicole Melichar Bruno Soares     | Semifinale   |
| 2        | 23    | Gabriela Dabrowski Mate Pavić    | Finale       |
| 3        | 26    | Barbora Krejčíková Rajeev Ram    | Meldte afbud |
| 4        | 27    | Demi Schuurs Jean-Julien Rojer   | Første runde |
| 5        | 28    | Zhang Shuai John Peers           | Kvartfinale  |
| 6        | 31    | Chan Hao-Ching Oliver Marach     | Kvartfinale  |
| 7        | 33    | Alicja Rosolska Nikola Mektić    | Kvartfinale  |
| 8        | 37    | Anna-Lena Grönefeld Robert Farah | Anden runde  |

#### Wildcards
Seks par modtog et wildcard til turneringen.
| Par                               | Resultat     |
| --------------------------------- | ------------ |
| Manon Arcangioli Tristan Lamasine | Første runde |
| Alizé Cornet Jonathan Eysseric    | Første runde |
| Amandine Hesse Benjamin Bonzi     | Kvartfinale  |
| Chloé Paquet Benoît Paire         | Meldte afbud |
| Pauline Parmentier Fabrice Martin | Første runde |
| Margot Yerolymos Grégoire Barrère | Første runde |

### Resultater
| Nicole Melichar |
| Bruno Soares    |

| Lucie Hradecká |
| Rohan Bopanna  |

| Nicole Melichar |
| Bruno Soares    |

| Andreja Klepač         |
| Édouard Roger-Vasselin |

| Andreja Klepač         |
| Édouard Roger-Vasselin |

| Alizé Cornet      |
| Jonathan Eysseric |

| Nicole Melichar |
| Bruno Soares    |

| Asia Muhammad  |
| Luke Bambridge |

| Alicja Rosolska |
| Nikola Mektić   |

| Pauline Parmentier |
| Fabrice Martin     |

| Asia Muhammad  |
| Luke Bambridge |

| Galina Voskobojeva |
| Michael Venus      |

| Alicja Rosolska |
| Nikola Mektić   |

| Alicja Rosolska |
| Nikola Mektić   |

| Nicole Melichar |
| Bruno Soares    |

| Demi Schuurs      |
| Jean-Julien Rojer |

| Latisha Chan |
| Ivan Dodig   |

| Amandine Hesse |
| Benjamin Bonzi |

| Amandine Hesse |
| Benjamin Bonzi |

| Ljudmyla Kitjenok |
| Santiago Gonzáez  |

| Ljudmyla Kitjenok |
| Santiago Gonzáez  |

| Shuko Aoyama |
| Divij Sharan |

| Amandine Hesse |
| Benjamin Bonzi |

| Abigail Spears       |
| Juan Sebastián Cabal |

| Latisha Chan |
| Ivan Dodig   |

| Latisha Chan |
| Ivan Dodig   |

| Latisha Chan |
| Ivan Dodig   |

| Yang Zhaoxuan   |
| Máximo González |

| Anna-Lena Grönefeld |
| Robert Farah        |

| Anna-Lena Grönefeld |
| Robert Farah        |

| Latisha Chan |
| Ivan Dodig   |

| Chan Hao-Ching |
| Oliver Marach  |

| Gabriela Dabrowski |
| Mate Pavić         |

| Jessica Moore         |
| Jeevan Nedunchezhiyan |

| Chan Hao-Ching |
| Oliver Marach  |

| Eri Hozumi    |
| Ben McLachlan |

| M.J. Martínez Sánchez |
| Neal Skupski          |

| M.J. Martínez Sánchez |
| Neal Skupski          |

| Chan Hao-Ching |
| Oliver Marach  |

| Mihaela Buzărnescu |
| Dominic Inglot     |

| Nadiia Kitjenok      |
| Aisam-ul-Haq Qureshi |

| Darija Jurak    |
| Austin Krajicek |

| Darija Jurak    |
| Austin Krajicek |

| Makoto Ninomiya |
| Artem Sitak     |

| Nadiia Kitjenok      |
| Aisam-ul-Haq Qureshi |

| Nadiia Kitjenok      |
| Aisam-ul-Haq Qureshi |

| Nadiia Kitjenok      |
| Aisam-ul-Haq Qureshi |

| Zhang Shuai |
| John Peers  |

| Gabriela Dabrowski |
| Mate Pavić         |

| Margot Yerolymos |
| Grégoire Barrère |

| Zhang Shuai |
| John Peers  |

| Tímea Babos      |
| Márton Fucsovics |

| Tímea Babos      |
| Márton Fucsovics |

| Manon Arcangioli |
| Tristan Lamasine |

| Zhang Shuai |
| John Peers  |

| Raluca Olaru  |
| Franko Škugor |

| Gabriela Dabrowski |
| Mate Pavić         |

| Květa Peschke  |
| Wesley Koolhof |

| Raluca Olaru  |
| Franko Škugor |

| Kaitlyn Christian       |
| Frederik Løchte Nielsen |

| Gabriela Dabrowski |
| Mate Pavić         |

| Gabriela Dabrowski |
| Mate Pavić         |